# Жа (тибетская буква)
Жа (Вайли zha) — 21-я буква тибетского алфавита. В отечественных словарях имеет разную транскрипцию: у Семичова — жа, у Рериха — ша и по произношению близка к 27-й букве Ща. По тибетской классификации твёрдости произношения относится к женским буквам. Числовое соответствие: жа — 21, жи — 51, жу — 81, же — 111, жо — 141.
В слоге может быть только слогообразующей буквой, предписными буквами могут быть только «Га» и «Ба».

## Баожажа
В словаре занимает около трёх процентов объёма.
- Жими —  — кошка
- Жа пхакпа